# Parus (gratte-ciel)
Parus (en ukrainien : Парус, en russe : Парус, Voile.) appelé aussi The Sail ou Elsburg Plaza est un gratte-ciel de 136 mètres de hauteur construit à Kiev en Ukraine de 2003 à 2008. 
La surface de plancher de l'immeuble est de 75 000 m2 desservi par 10 ascenseurs.
En 2023 c'est le quatrième plus haut gratte-ciel de Kiev.
Le bâtiment a été conçu par les agences, Architectural Studio of Sergey Babushkin (qui a également conçu Klovski Descent 7A et Gulliver) et Komorovsky Architectural Bureau.